# Vlastec
Vlastec (deutsch Wlastetz) ist eine Gemeinde in Tschechien. Sie liegt acht Kilometer nordöstlich von Písek und gehört zum Okres Písek.

## Geographie

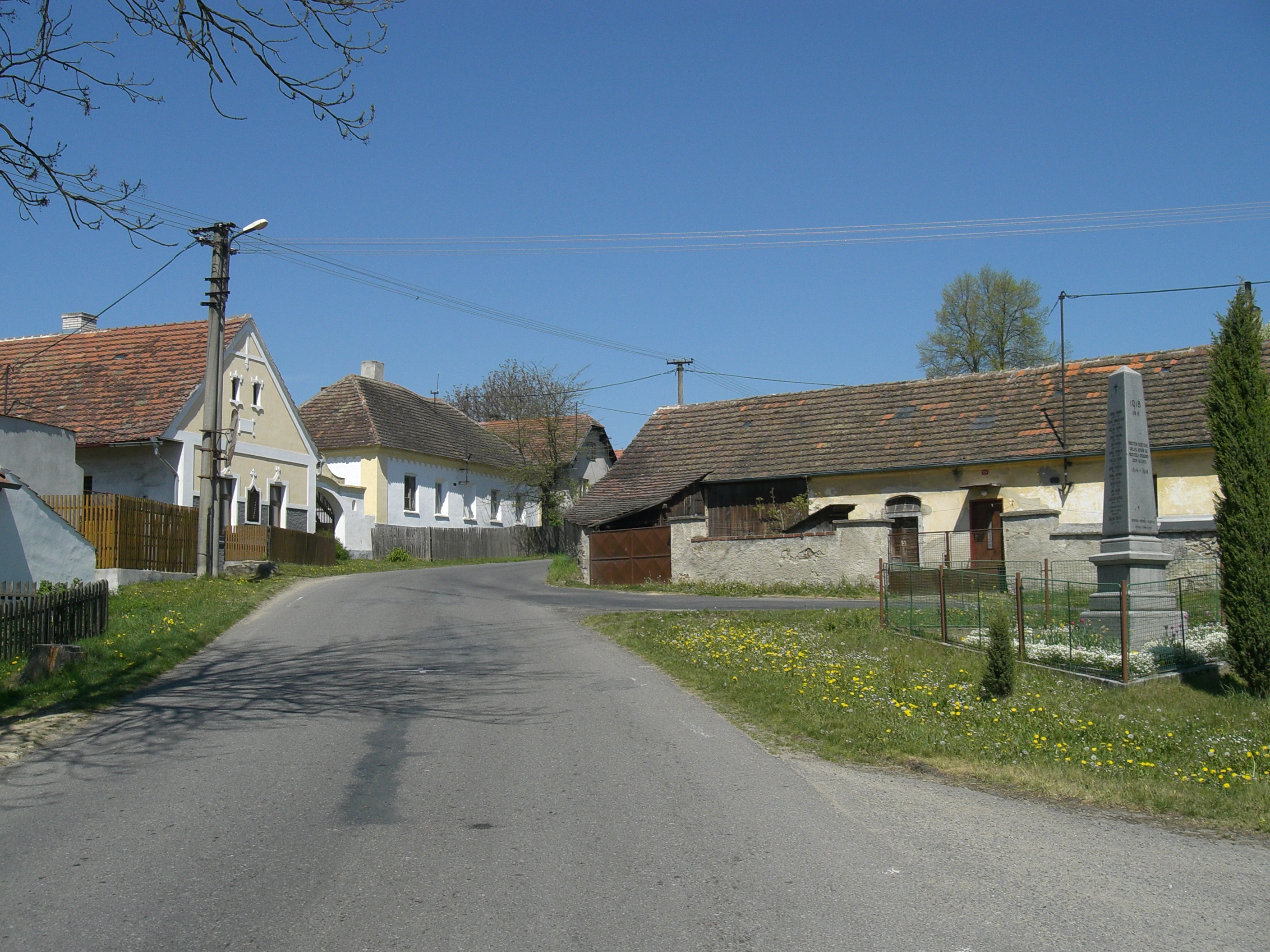
Ortsansicht

Vlastec befindet sich linksseitig über dem vom Orlíkstausee gefluteten Moldautal im Mittelböhmischen Hügelland. Das Dorf liegt in der Talmulde des Baches Vlastecký potok, der östlich von Vlastec in den Křenecký potok einmündet. Südlich befindet sich der Teich Vlastecký rybník. Durch Vlastec führt die Staatsstraße II/138 zwischen Zvíkovské Podhradí und Záhoří. Am südöstlichen Ortsrand verläuft die Bahnstrecke Tábor–Písek vorbei, der Bahnhof Vlastec liegt außerhalb des Dorfes auf halbem Wege nach Červený Újezdec. Nördlich erhebt sich die Otava (453 m), im Südosten die Kašina hora (457 m), südwestlich der Svatonický vrch (517 m) und die Planina (494 m) sowie im Nordwesten die Skladiště (492 m).
Nachbarorte sind Tukleky, Pazderny und Oslov im Norden, Červený Újezdec und Babák im Nordosten, Struhy, Mlačina und Zálesí im Osten, Na Babách, Temešvár, Kašina Hora und Jamný im Südosten, Dolní Záhoří und Svatonice im Süden, Vrcovice, Vojníkov und Kavkovna im Südwesten, Zálesná, Držov und U Marečků Westen sowie Spolí und Louka im Nordwesten.

## Geschichte
Die erste schriftliche Erwähnung von Vlastec erfolgte 1323 unter den Gütern der königlichen Burg Klingenberg, als König Heinrich diese an Peter I. von Rosenberg verpfändete. Einige Jahre später löste der König das Pfand wieder aus. Nachdem im Jahre 1430 Hussiten die Burg Klingenberg belagerten, verpfändete König Sigismund die Herrschaft 1431 an Ulrich II. von Rosenberg. Heinrich V. von Rosenberg, der die überschuldete Herrschaft 1472 übernommen hatte, verkaufte am 28. September 1473 ein Viertel der Besitzungen des Hauses Rosenberg, darunter auch das Klingenberger Pfand, seinem Vetter Bohuslav V. von Schwanberg. Zwischen 1554 und 1572 ließen die Herren von Schwanberg auf Klingenberg die alte Feste Ougezd zu einem Renaissanceschloss umbauen. Im Jahre 1612 verkaufte Georg Ehrenreich von Schwanberg die Herrschaft Klingenberg an Johann Georg von Schwanberg auf Worlik, das Gut Ougezd behielt er für sich. Letzter Besitzer des Gutes aus dem Hause Schwanberg war ab 1640 Johann Wilhelm von Schwanberg, im Jahre 1662 erwarb Dietrich von Germersheim auf Bzy das Gut mit dem Hof, der Brauerei und neun Dörfern, darunter Vlastec, von Eleonore von Schwanberg. Danach kauften die Fürsten von Eggenberg das Gut Roth-Augezd auf und schlugen es dem Familienfideikommiss Worlik zu. Nachdem 1717 die Eggenberger im Mannesstamme erloschen, erbte 1719 das Haus Schwarzenberg deren Besitzungen. Im Jahre 1837 bestand Wlastetz aus 24 Häusern mit 223 Einwohnern. Pfarr- und Schulort war Ober-Zahořj (Horní Záhoří). Bis zur Mitte des 19. Jahrhunderts blieb Wlastetz als Teil des Gutes Roth-Augezd der Fideikommissherrschaft Worlik samt den Allodialgütern Zalužan, Zbenitz und Bukowan untertänig.
Nach der Aufhebung der Patrimonialherrschaften war Vlastce/Wlastetz ab 1850 ein Ortsteil der Gemeinde Záhoří in der Bezirkshauptmannschaft und dem Gerichtsbezirk Písek. Ab 1880 gehörte Vlastce zur Gemeinde Horní Záhoří. In den 1880er Jahren löste sich Vlastce und Červený Újezdec von Horní Záhoří los und bildete eine Gemeinde, die den Namen Vlastec erhielt. Der Bau der Bahnstrecke Tábor – Milevsko – Písek – Ražice zwischen 1886 und 1889 riss die Gegend aus ihrer Abgeschiedenheit, bei der Mühle Saník wurde die Eisenbahnbrücke über das Moldautal errichtet. Im Grund des Křenecký potok entstand zum Ende des 19. Jahrhunderts um zwei Einödhöfe die Siedlung Struhy. Zwischen 1956 und 1963 erfolgte der Bau der Orlík-Talsperre, mit der die Täler der Moldau und Otava überflutet wurden. 1964 wurde Vlastec mit seinen beiden Ortsteilen nach Oslov eingemeindet. Am 24. November 1990 lösten sich Červený Újezdec, Struhy und Vlastec wieder von Olslov los und bildeten die Gemeinde Vlastec.

## Gemeindegliederung
Die Gemeinde Vlastec besteht aus den Ortsteilen Červený Újezdec (Roth Augezd), Struhy und Vlastec (Wlastetz) sowie den Einschichten Babák und U Marečků.

## Sehenswürdigkeiten
- Schloss Červený Újezdec, der dreiflügelige eingeschossige Renaissancebau mit großem Innenhof entstand zwischen 1554 und 1572 durch Umbau der alten Feste, am Nordflügel befand sich ein offener Arkadengang, der jetzt vermauert ist. Nach 1948 wurde das Schloss als Depot und zu Wohnzwecken genutzt. Nach der Privatisierung wurde das Schloss zum Teil instand gesetzt.
- Kapelle des hl. Wenzel am Dorfplatz von Vlastec, erbaut 1876
- Denkmal für die Gefallenen des Ersten Weltkrieges in Vlastec
- Kapelle Johannes des Täufers in Struhy, errichtet Ende des 19. Jahrhunderts
- Kapelle der hl. Rosalia auf dem Dorfplatz von Červený Újezdec
- Nischenkapelle des hl. Johannes von Nepomuk am Haus Nr. 8 in Červený Újezdec, erbaut in der 1. Hälfte des 18. Jahrhunderts
- Eisenbahnbrücke bei Červená, der 253 m lange Bau auf zwei steinernen Pfeilern von 68 m Höhe entstand zwischen 1886 und 1889. Sie war die erste Eisenbahnbrücke in Böhmen, die ohne Gerüst in fliegender Montage errichtet wurde.

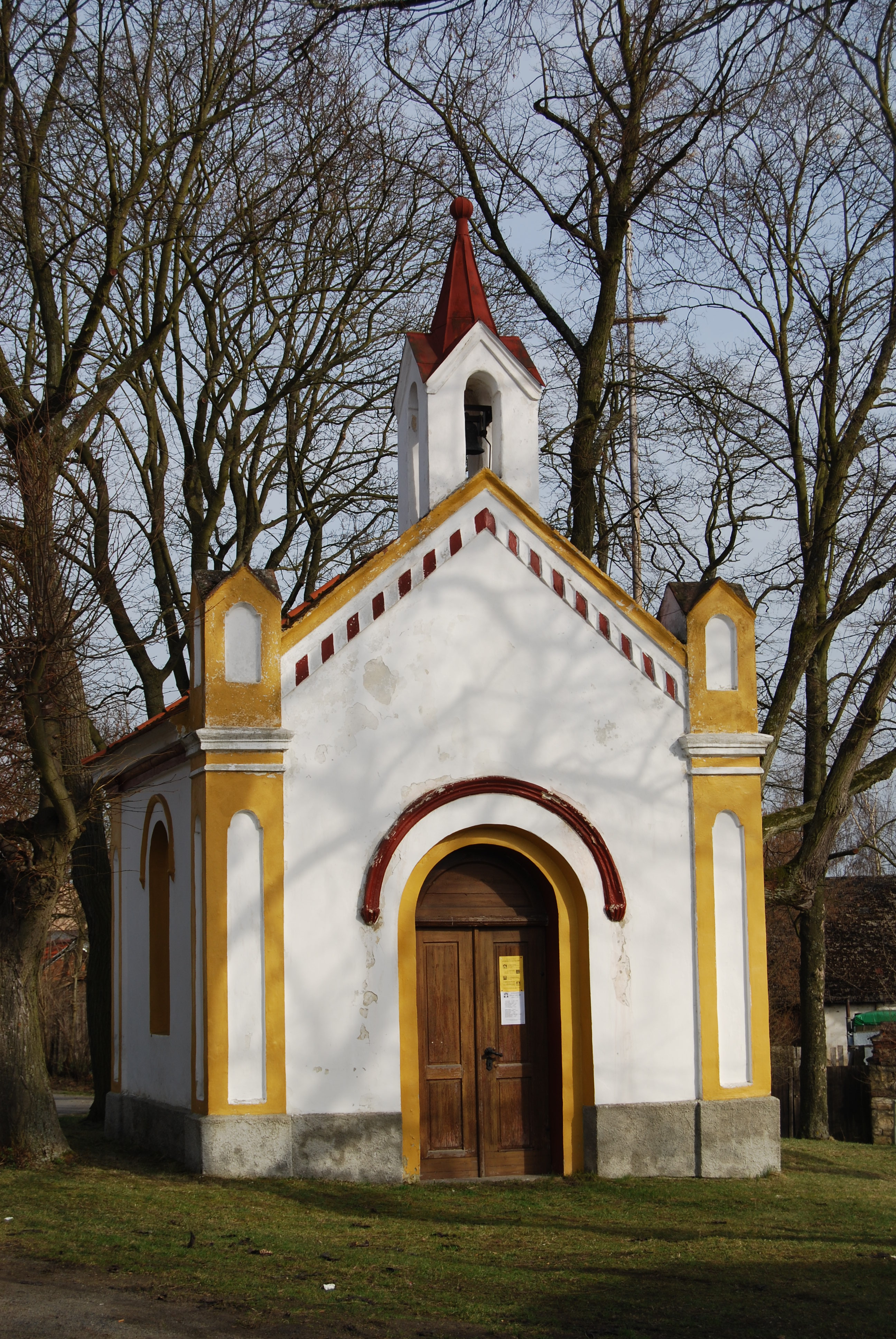
Kapelle des hl. Wenzel in Vlastec
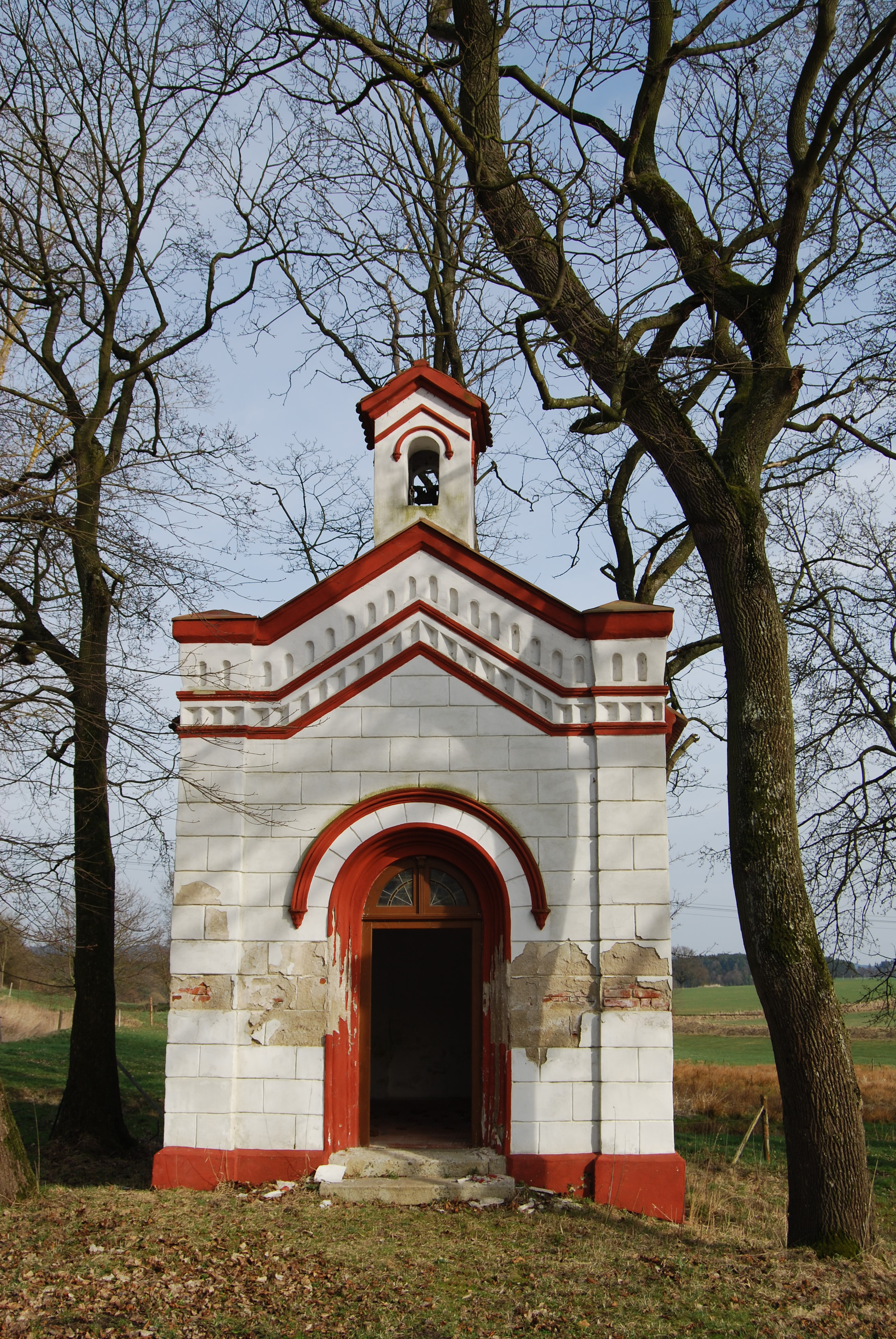
Kapelle der hl. Rosalia in Červený Újezdec
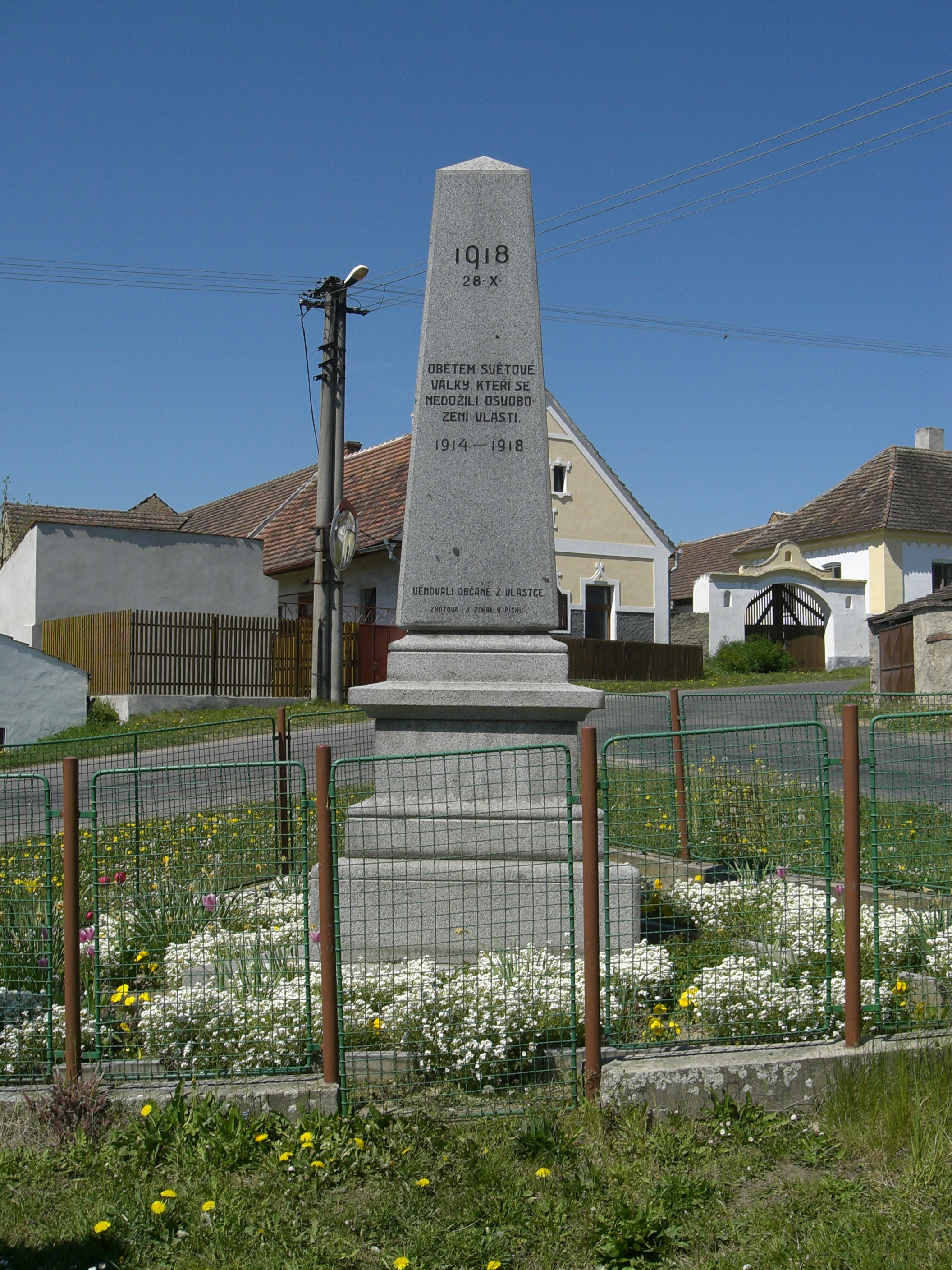
Gedenkstein für die Gefallenen beider Weltkriege in Vlastec
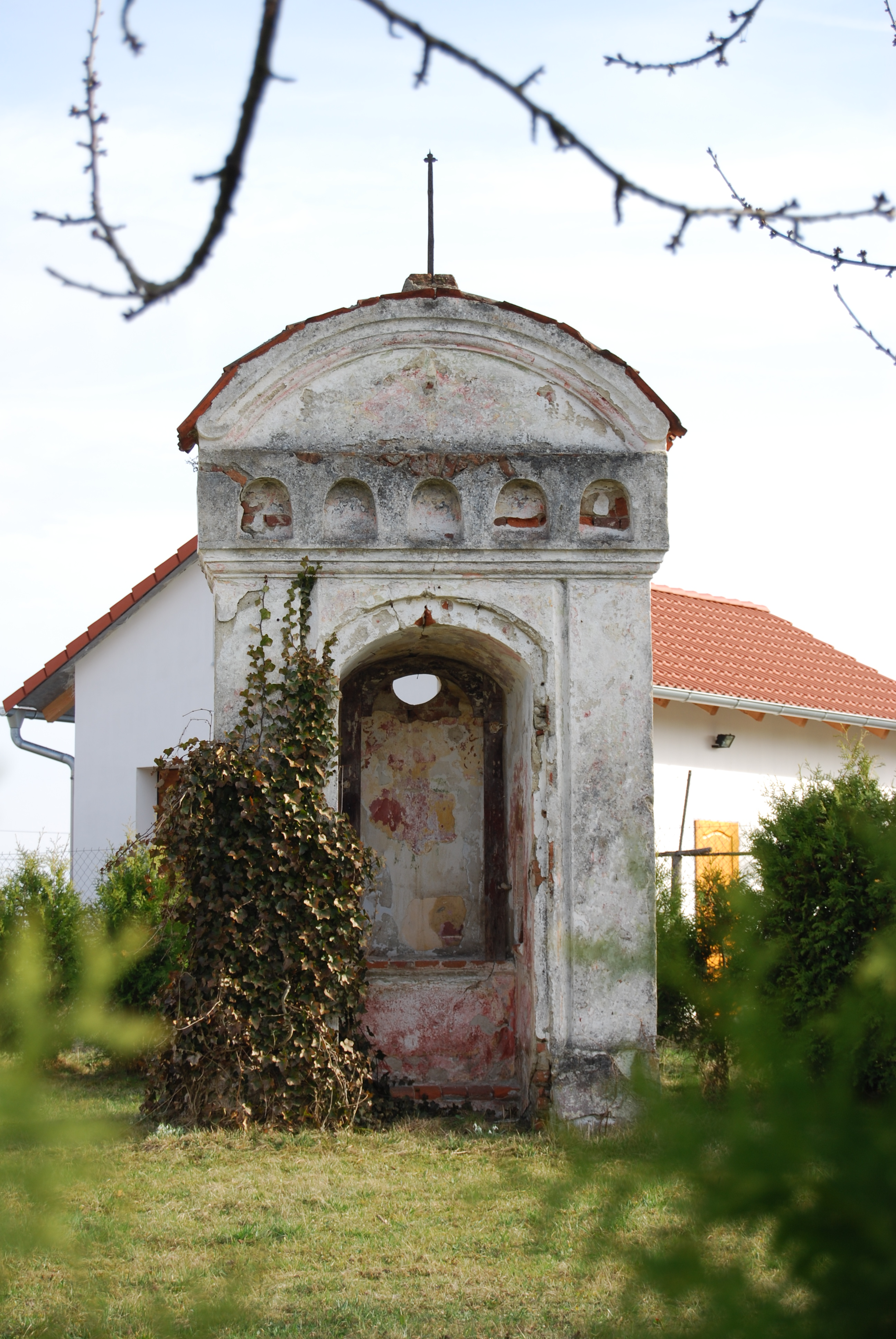
Nischenkapelle des hl. Johannes von Nepomuk in Červený Újezdec
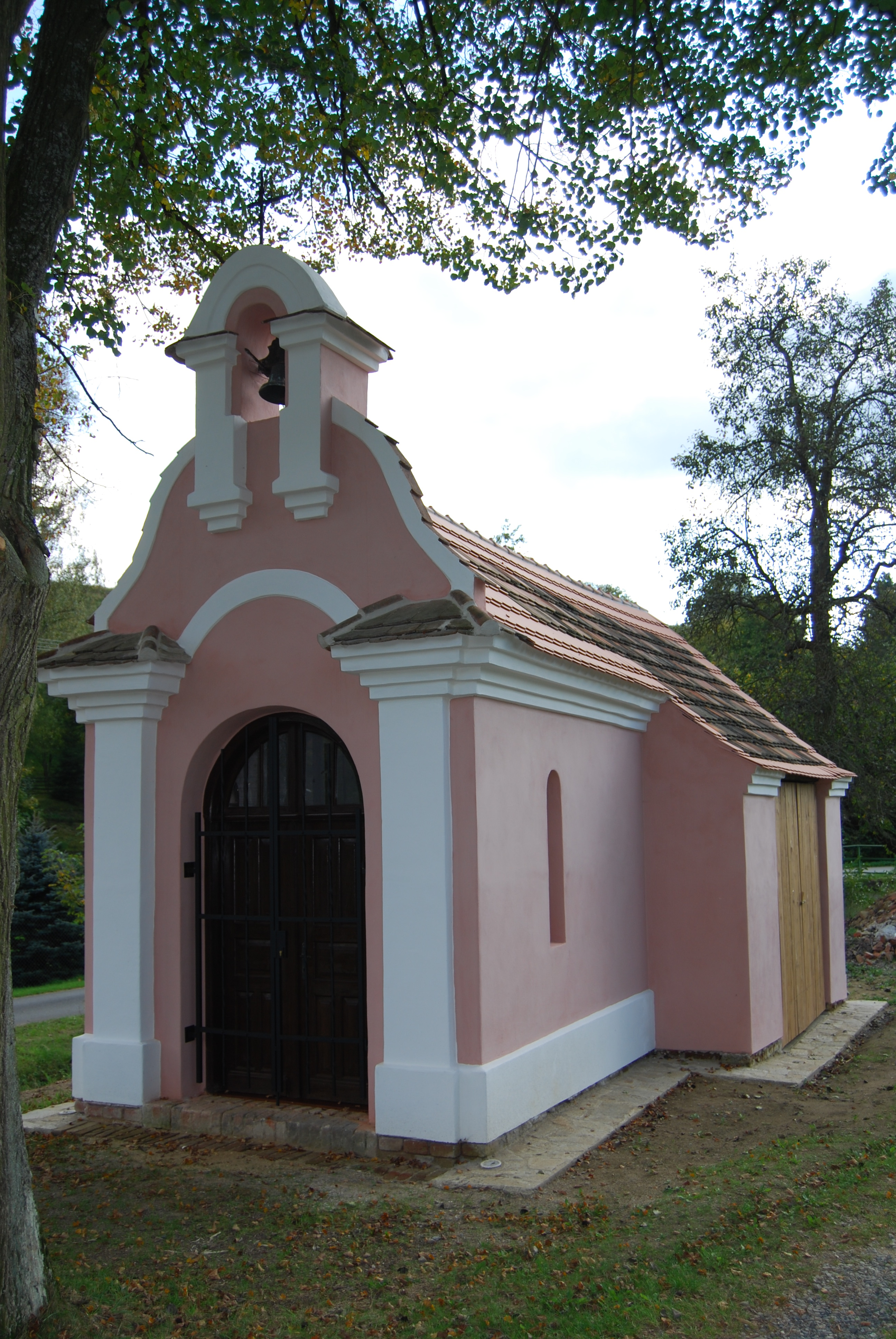
Kapelle Johannes des Täufers in Struhy